# Rivière Monsan
Pour les articles homonymes, voir Monsan.
Ne doit pas être confondu avec Mansan ou Monsanto.
La rivière Monsan est un affluent du lac Monsan lequel est traversé par la rivière Maicasagi située à Eeyou Istchee Baie-James (municipalité), dans la région administrative du Nord-du-Québec, dans la province canadienne de Québec, au Canada.
Le cours de la rivière Monsan est entièrement dans la partie Sud-Ouest de la réserve faunique Assinica.
Le bassin versant de la rivière Monsan est desservi par une route secondaire longeant la rive Nord de la rivière Waswanipi et se détachant de la route 113 reliant Lebel-sur-Quévillon à Chibougamau ; cette route passe dans Waswanipi.
La surface de la rivière Monsan est habituellement gelée du début novembre à la mi-mai, toutefois la circulation sécuritaire sur la glace se fait généralement de la mi-novembre à la mi-avril.

## Géographie
Les principaux bassins versants voisins de la rivière Monsan sont :
- côté Nord : ruisseau Lucky Strike, rivière Assinica, rivière Broadback ;
- côté Est : Lac Capichigau, rivière Caupichigau, rivière Omo ;
- côté Sud : rivière Maicasagi, rivière Caupichigau, rivière la Trève, rivière Omo ;
- côté Ouest : lac Rocher, rivière Maicasagi, rivière Nipukatasi, rivière Chensagi.

La rivière Monsan prend sa source à l’embouchure d’un petit lac non identifié (longueur : 0,4 km ; altitude : 371 m). Cette source de la rivière est située à :
- 21 km au Nord de l’embouchure de la rivière Monsan (confluence avec le lac Monsan) ;
- 78,6 km au Nord-Est de l’embouchure de la rivière Maicasagi (confluence avec le lac Maicasagi) ;
- 33,9 km au Nord de l’embouchure de la rivière Omo (confluence avec la rivière Maicasagi) ;
- 106,8 km au Nord-Est de l’embouchure du Lac au Goéland (rivière Waswanipi) ;
- 134,3 km au Nord-Est de l’embouchure du lac Matagami ;
- km au Sud-Est de l’embouchure de la rivière Nottaway) ;
- 154,7 km au Nord-Est du centre-ville de Matagami.

À partir du lac de tête, la « rivière Monsan » coule sur 23,1 km selon les segments suivants :
- 4,3 km vers le sud, en traversant un lac non identifié (longueur : 2,3 km ; altitude : 354 m), jusqu’à son embouchure ;
- 4,0 km vers le sud-est, en traversant un lac non identifié (longueur : 0,7 km ; altitude : 337 m), jusqu’à son embouchure ;
- 1,4 km vers le sud, jusqu’à un ruisseau (venant du nord-est) ;
- 13,4 km vers le sud, puis le sud-ouest, jusqu’à son embouchure[2].

La rivière Monsan se déverse sur la rive nord-est du lac Monsan lequel est traversé vers le sud-est par la rivière Maicasagi. De là, cette dernière coule vers le sud-est, vers le sud-ouest et vers l’ouest, jusqu’à la rive Est du lac Maicasagi. Puis le courant traverse vers le Sud-Ouest par le Passage Max pour se déverser dans le lac au Goéland. Ce dernier est traversé vers le Nord-Ouest par la rivière Waswanipi qui est un affluent du lac Matagami.
L’embouchure de la rivière Monsan située à :
- 3,8 km au nord de l’embouchure du lac Moisan ;
- 60,0 km au nord-est de l’embouchure de la rivière Maicasagi (confluence avec le lac Maicasagi) ;
- 89,1 km au nord-est de l’embouchure du lac au Goéland (rivière Waswanipi) ;
- 105,8 km au nord-est de l’embouchure du Lac Olga (rivière Waswanipi) ;
- 59,6 km au nord du centre du village de Waswanipi ;
- 139,4 km au nord-est du centre-ville de Matagami.

## Toponymie
Le terme « Monsan » constitue un patronyme de famille d'origine française.
Le toponyme « rivière Monsan » a été officialisé le 5 décembre 1968 à la Commission de toponymie du Québec, soit à la création de cette commission